# ニューギニアの戦い
ニューギニアの戦い（ニューギニアのたたかい, New Guinea Campaign）は、第二次世界大戦中期以降、ニューギニア戦線において、日本軍と連合国軍との間で行われた一連の戦闘である。戦闘が非常に悲惨だったことでも知られ「ジャワは天国、ビルマは地獄、死んでも帰れぬニューギニア」とまで言われた。

## 概要
太平洋戦争開始後間もない1942年1月、日本の大本営は「ニューギニアおよびソロモン群島の要地の攻略を企画する」と決定し、ニューギニアについては「ラエ、サラモア攻略後なしうればポートモレスビーを攻略する」とした。この決定により1942年3月8日、日本軍は東部ニューギニアのラエ、サラモアに上陸し占領した。
これがニューギニアの戦いの始まりであり、ダグラス・マッカーサー大将が率いる連合軍との間で1945年8月15日の終戦まで戦いが続けられた。連合軍の優勢な戦力の前に日本軍は次第に制海権・制空権を失って補給が途絶し、将兵は飢餓や過酷な自然環境とも戦わねばならなかった。ニューギニアに上陸した20万名の日本軍将兵のうち、生還者は2万名に過ぎなかった。また台湾高砂族による高砂義勇兵や朝鮮志願兵、チャンドラ・ボース支援のインド兵やインドネシア人兵補も戦闘に参加している。

## 背景
ニューギニア島は、日本から真南に5,000キロ、オーストラリアの北側に位置する熱帯の島である。面積は77万平方キロと日本の約2倍の広さであり、島としてはグリーンランドに次いで世界で2番目に大きい。脊梁山脈には4,000メートルから5,000メートル級の高山が連なり、熱帯にありながら万年雪を頂いている。19世紀の帝国主義の時代、ニューギニア島は西半分がオランダ領、東半分の北側がドイツ領、南側がイギリス領に分割された。その後1901年のオーストラリア独立に伴って旧イギリス領はオーストラリア領となり、第一次世界大戦後は旧ドイツ領がオーストラリア委任統治領ニューギニアとなった。1942年当時、ニューギニア全島のほとんどは熱帯雨林と湿地帯によって占められ、人口密度は1平方キロあたり2人以下で人口調査ができないほどの未開の地であった。沿岸部にはポートモレスビーなどの小都市が存在したが、山間部には狩猟・採集や、サゴヤシの澱粉質である「サクサク」の採取、芋類の畑作などによって生活する原住民が居住していた。
太平洋戦争が開始されると、日本軍はトラック諸島の海軍基地を防衛する必要からニューブリテン島ラバウルを攻略し前進拠点とした。しかしラバウルはオーストラリア領ニューギニアの中心拠点ポートモレスビーの基地から爆撃圏内にあった。日本軍はラバウルの防衛と米豪遮断作戦を視野に入れてポートモレスビーの重要性を認識し、海路からの上陸作戦を計画した。作戦は「MO作戦」と名づけられ、ニューギニア島の北岸のラエやサラモアには前進航空基地の設営が計画された。
連合国軍にとっても、ポートモレスビーはオーストラリア本土の最後の防衛線であり、絶対に守り抜かねばならない拠点であった。また、フィリピンから脱出してオーストラリアに拠点を置いていたダグラス・マッカーサー大将にとっては、オーストラリアからニューギニア島北岸を経由するルートは、フィリピンを奪還し東京へと至る対日反攻ルートの起点でもあった。1942年3月8日、日本軍がラエとサラモアへ上陸してニューギニアにおける本格的な戦端が開かれた。

## 戦場の環境

### 自然環境

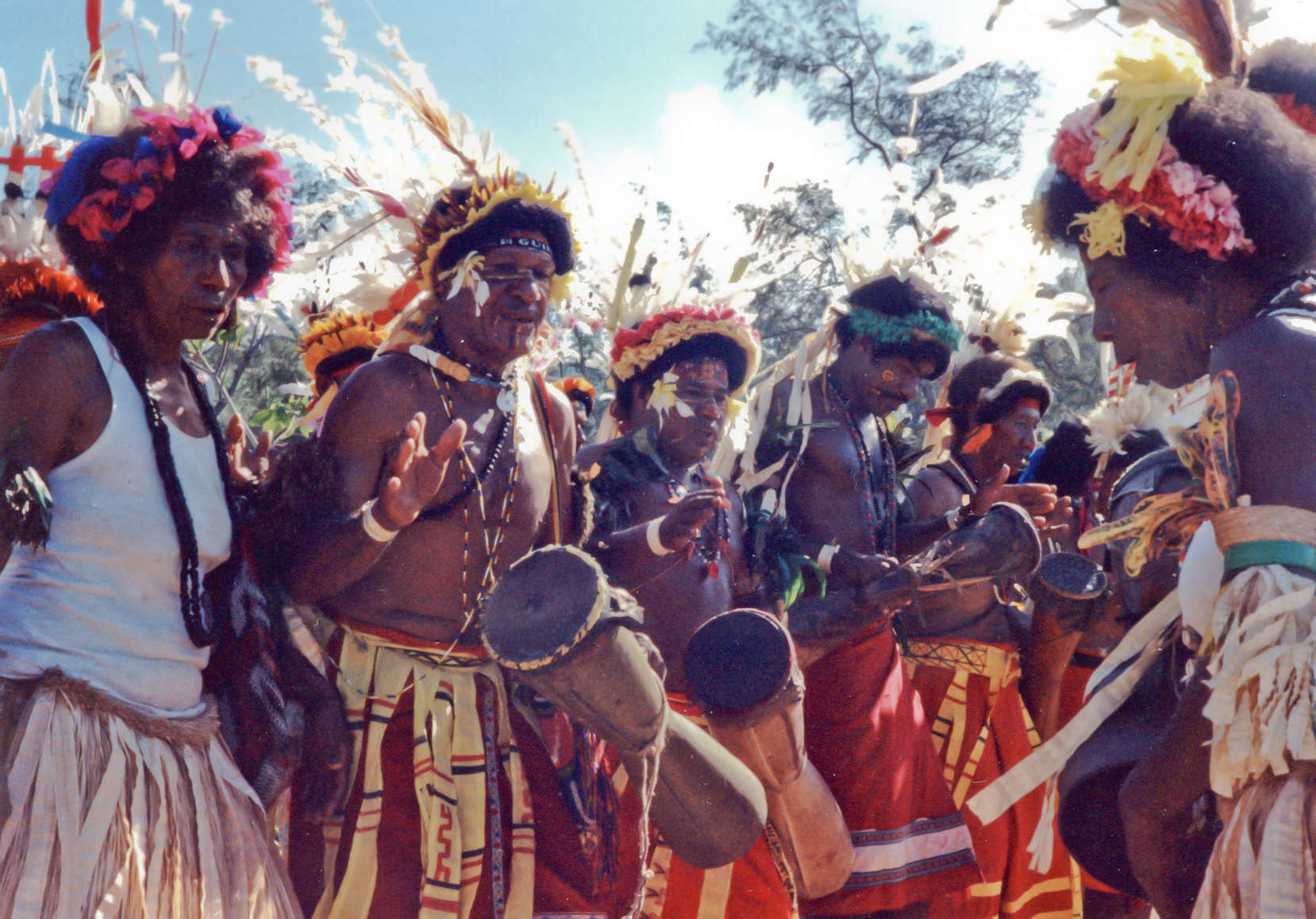
今日に伝わるパプアニューギニアの伝統文化

ニューギニアにおける戦いは過酷な自然環境との戦いでもあった。日本兵の死因の多くは直接の戦闘によるものでなく、マラリア、アメーバ赤痢、デング熱、腸チフスなどの熱帯性の感染症と飢餓による栄養失調と餓死であった。戦時中に日本で上映されたニュース映画『日本ニュース』の中ではニューギニアの自然環境を「千古斧鉞（せんこふえつ）を知らざる樹海（第194号）」「瘴癘（しょうれい）の暗黒地帯（第203号）」「悪疫瘴癘（しょうれい）の蛮地（第210号）」と述べている。自然環境との戦いには連合軍も苦しめられ、マラリアを媒介するハマダラカの駆除にDDTが活用された。ジャングルにおける行軍では方向感覚を失った部隊が同じところを回ることが少なくなかった。これは人間が左へ、左へと進む習性を持つためであり、誘導員か方位磁石（日本軍一般兵士には支給されていない）が不可欠であった。また、ワニなどの動物に食べられる者もいた。

### 原地民
ニューギニアの原住民は日本軍と連合軍の双方から過酷な仕事を命じられながら忠実に物資の輸送や道案内を行い、負傷者の面倒見に一役買った。また、両軍のスパイや民兵として活躍する者もいた。中には逃亡する現地人もいたものの、日本軍から「まじめで忠実」と賞賛され、連合軍からも黒い天使(Fuzzy Wuzzy Angels)と呼ばれた。ただし、現地人は食料よりタバコを欲しがるということで、日本軍では訓練された台湾の高砂族（詳細は高砂義勇隊を参照）に対する評価の方が高いケースもある。
戦争末期に日本軍が分散自活の体制に入ると、原住民の中には連合軍と通じて日本兵を襲撃する者も現れた。ジャングルでの行動に慣れた原住民に対して、衰弱し少人数に分散した日本兵はなすすべもなかった。一方で、食糧採取などにおける原住民の協力なしには、日本兵の多くは生きながらえることはできなかったであろうことも事実である。

## 兵士の生活

### 日本側
兵糧について
物資と補給能力が乏しかった日本軍では、短期決戦を重要視した戦略の基本だったため、食料などの物資の補給は、もっぱら現地調達だった。しかし、日中戦争と違い、人家や田畑が少なく、ジャングルが広がる南方戦線では、食料を徴発することもできず、獲得するのに苦労した。ニューギニア戦線での各部隊の任務としては通常の兵隊業務に加え、耕作や食料採取が任務となっていた。ごく短い期間のみ戦闘携帯食（陣中餅、乾麺包、砂糖、内容240グラムサイズの魚および牛の缶詰、麦飯、粉醤油、粉味噌などの即席食品類など）を主として、補給がされないまま少量のコメ、さご椰子澱粉（幹から採取する。『サクサク』という）、タロイモなどのイモ類、椰子の実、バナナの果実類は言うに及ばず雑草を糧とし、他にヤモリ、トカゲ、コウモリ、ワニ、ノネズミ、ヘビ、イボガエル、モグラ、ノブタなどの動物、ゲンゴロウ、トンボなどの昆虫を採取していた。特にヘビ（刺し身・串焼きなど）、ワニ（鉄板焼き）、イボガエル（スープ・肉フライなど）、ノネズミ（丸焼き）、ノブタ（丸焼き）などは希に採取される機会がありスタミナ食として珍重されたという。戦闘末期、海上封鎖によって、物資の補給が途絶えると完全に自給自足の生活を余儀なくされた。また、地域や部隊によっては、人肉食や個人的な原住民の交流などから真水や食料の取得方法を教えてもらうケースもあった。

### 連合国軍側
兵糧について
米軍では、主に戦闘食（レーション）を生産し、利用した。缶詰のヴァリエーションは豊富で、肉類をはじめ、卵や飲み水の缶詰まであり、ジャングルでの潜伏戦闘では特に重宝された。南方戦線では、補給線が短く、食料などの物資は、船舶や航空機によって小まめに供給された。また、家畜なども空輸されることもあり、キャンプの近くでは、放牧が営まれ、新鮮な肉を得ることが可能だった。食事は、調理班が調理をし、慰問やクリスマスの日などの特別な時は、ケーキなども振舞われた。

## 参加兵力
ニューギニアの戦いに参加した両軍の部隊を列挙する。参加部隊には入れ替わりがあり、同時期に全部が揃ったわけではない。

### 日本軍
- 第17軍（一部が参加） - 司令官：百武晴吉中将
  - 南海支隊 - 支隊長：堀井富太郎少将（～1942/11）、小田健作少将（～1943/1）
    - 第55師団第55歩兵団司令部、歩兵第144連隊、歩兵第41連隊、独立工兵第15連隊基幹、（増援）歩兵第229連隊の一部
- 第18軍 「猛」集団 - 司令官：安達二十三中将、参謀長：吉原矩中将、高級参謀：杉山茂大佐
  - 山県支隊 - 支隊長：山県栗花生少将（～1943/6）、独立混成第21旅団
  - 第20師団 「朝」兵団 - 師団長：青木重誠中将（～1943/6）、片桐茂中将（～1944/4）、中井増太郎中将
    - 歩兵第78、第79、第80連隊、騎兵第28連隊、野砲兵第26連隊、工兵第20連隊、輜重兵第20連隊基幹

  - 第41師団 「河」兵団 - 師団長：阿部平輔中将（～1943/6）、真野五郎中将
    - 歩兵第237、第238、第239連隊、山砲兵第41連隊、工兵第41連隊、輜重兵第41連隊基幹

  - 第51師団 「基」兵団 - 師団長：中野英光中将
    - 歩兵第66、第102、第115連隊、捜索第51連隊、野砲兵第14連隊、工兵第51連隊、輜重兵第51連隊基幹

  - 独立工兵第8、第30、第33、第36、第37連隊
  - 第1船舶団 - 船舶工兵第5、第9連隊
- 第4航空軍 - 司令官：寺本熊市中将
  - 第6飛行師団 - 師団長：板花義一中将（～1944/4）、稲田正純少将（～1944/5）
  - 第7飛行師団 - 師団長：須藤栄之助中将
- 第8方面軍（一部が参加） - 司令官：今村均大将
  - 第17師団、第65旅団
- 第2方面軍（一部が参加） - 司令官：阿南惟幾大将
  - 第2軍 - 司令官：豊島房太郎中将
    - 第36師団 「雪」兵団 - 師団長：田上八郎中将
      - 歩兵第222、223、224連隊、捜索第36連隊、山砲兵第36連隊、工兵第36連隊、輜重兵第36連隊基幹

    - 第35師団 「東」兵団 - 師団長：池田浚吉中将
      - 歩兵第219、220、221連隊、捜索第35連隊、野砲兵第35連隊、工兵第35連隊、輜重兵第35連隊基幹

### 連合国軍
- 南西太平洋方面連合軍総司令官：ダグラス・マッカーサー大将
  - アメリカ第6軍 - 司令官：ウォルター・クルーガー中将、第1軍団 - 軍団長ロバート・アイケルバーガー中将
    - 第6歩兵師団、第24歩兵師団、第31歩兵師団、第32歩兵師団、第33歩兵師団、第38歩兵師団、第41歩兵師団、第43歩兵師団、第93歩兵師団、第11空挺師団、第1騎兵師団

  - オーストラリア陸軍 - 司令官：トーマス・ブレーミー大将
    - 第3師団、第5師団、第6師団、第7師団、第9師団、第11師団

  - 連合国海軍 - 司令官：トーマス・キンケイド中将
  - 連合国空軍 - 司令官：ジョージ・ケニー中将

## 主な経過
1942年（昭和17年）
- 1月23日 - 日本軍がニューブリテン島のラバウルに上陸（ビスマルク作戦）
- 2月20日 - ニューギニア沖海戦
- 3月8日 - 日本軍が東部ニューギニアのラエとサラモアに上陸（SR作戦）
- 3月～4月 - 日本軍が西部ニューギニア北部（亀地区）を攻略（西部ニューギニア戡定作戦）
- 5月8日 - 日本軍（南海支隊）はポートモレスビーを海路攻略するためラバウルを出港していたが、珊瑚海海戦の発生により海路攻略を中止
- 7月21日 - 日本軍の南海支隊先遣隊がポートモレスビーを陸路攻略するためブナに上陸
- 8月24日 - 日本軍（海軍陸戦隊）がニューギニア東端のラビの攻略を開始。攻略は失敗し9月初旬に撤退
- 9月16日 - 南海支隊がポートモレスビーの灯が見えるイオリバイワまで進撃したものの、米軍ガダルカナル島上陸部隊撃滅が頓挫したことを受け撤退を開始。ポートモレスビー陸路攻略を断念する。
- 11月9日 - 日本軍はニューギニアを管轄する第18軍を新設（これまでは第17軍がソロモンとニューギニアの両方を管轄）
- 11月中旬 - 連合軍がブナの攻略を開始
- 12月18日 - 日本軍がマダンとウェワクに上陸（日本軍がフォン半島の西側に初めて進出）

1943年（昭和18年）
- 1月2日 - 日本軍のブナ守備隊が玉砕
- 1月中旬 - 日本軍がサラモア南西の山間部にあるワウの攻略を開始。攻略は失敗し2月に撤退
- 3月2日～3日 - ラバウルからラエに向かう日本の輸送船団が壊滅（ダンピールの悲劇）
- 3月18日 - 秋風事件
- 4月7日～14日 - い号作戦 （ソロモン諸島と東部ニューギニア方面で日本海軍が行った航空作戦）
- 6月30日 - サラモア周辺のオーストラリア軍が積極攻勢に出るとともに、アメリカ軍がナッソー湾（サラモアの南30Km）に上陸。（連合軍のカートホイール作戦に基づく進撃の始まりで、同日、中部ソロモンでもアメリカ軍がレンドバ島に上陸）
- 8月17日～18日 - 連合軍がウェワクとブーツ（ウェワクの西）の日本軍飛行場を奇襲空襲。日本軍は約100機（半数以上）の航空機を失う
- 9月4日～5日 - オーストラリア軍がホポイ（ラエの東側）に上陸、アメリカ軍空挺部隊がナザブ（ラエの西側）に降下
- 9月11日 - 連合軍がサラモアを奪還
- 9月16日 - 連合軍がラエを奪還
- 9月中旬～10月末 - サラモア、ラエの残存日本軍（第51師団ほか）が山を越えてキアリに撤退（サラワケット越え）
- 9月22日 - オーストラリア軍がフィンシュハーフェン（フォン半島先端）に上陸
- 10月中旬～12月 - 日本軍（第18軍第20師団）はフィンシュハーフェンを攻撃するが失敗し撤退（12月19日に撤退命令が出る）
- 10月30日 - 西部ニューギニアを含めた豪北方面を第2方面軍の担当とする組織変更が行われる。第2方面軍の下に第2軍を新設
- 12月15日 - アメリカ軍がニューブリテン島西部（ダンピール海峡を挟んでフォン半島の対岸）のマーカス岬に上陸。続いてグロスター岬に上陸（12月26日）
- 12月25日 - 日本軍（第2軍第36師団）がサルミに上陸。12月27日に第36師団ビアク支隊がビアク島に上陸

1944年（昭和19年）
- 1月2日 - アメリカ軍がマダンとキアリの間のサイドル（グンビ岬）に上陸（連合軍がフォン半島の西側に進出）
- 1月下旬～2月下旬 - キアリ等のグンビ岬以東の日本軍（第18軍第20師団、第51師団）が山の中を行軍してマダンに撤収
- 2月29日 - アメリカ軍がアドミラルティ諸島（ニューブリテン島の北西）に上陸。島の日本軍は玉砕し、アメリカ軍は5月6日に作戦終結を宣言。アドミラルティ諸島は連合軍の基地として整備され、さらに西へ進撃する連合軍の重要拠点になる。これで連合軍のカートホイール作戦の目標の「ラバウルの無力化」が達成される
- 3月20日 - アメリカ軍がエミラウ島に上陸。
- 3月25日 - 第18軍と第4航空軍を第8方面軍配下から第2方面軍配下とする組織変更が行われる（ダンピール海峡の制空、制海権が完全に失われラバウルからニューギニアを指揮できなくなったため）
- 3月中旬～6月 - マダン等のウェワク以東の日本軍が大湿地帯を行軍してウェワクに撤収
- 3月30日～31日 - ホーランジア上陸の準備として近隣の日本軍の航空、海上戦力を排除するためにアメリカ軍空母部隊がパラオを空襲
- 3月30日～4月3日 - 連合軍がホーランジアの日本軍飛行場を空襲。日本軍は100機以上の航空機を失う
- 4月22日 - アメリカ軍がホーランジアとアイタペに上陸（連合軍の飛び石作戦の始まり）
- 5月17日 - アメリカ軍がサルミ（ホーランジアとマノクワリの間）に上陸。翌18日にサルミの沖合のワクデ島に上陸
- 5月27日 - アメリカ軍がビアク島に上陸
- 6月4日 - 渾作戦でビアク島に向かっていた日本軍（海上機動第2旅団）がソロンに上陸（ビアク島に向かっていたが果たせず、ソロンに上陸）
- 6月20日 - 第18軍を第2方面軍配下から南方軍配下とする組織変更が行われる
- 7月1日～9月 - イドレ転進
- 7月2日 - アメリカ軍がヌンホル島（マノクワリの東方沖）に上陸
- 7月10日～8月 - 日本軍（ウェワクの第18軍）はアイタペを攻撃するが失敗し撤退（8月4日に撤退命令が出る）
- 7月30日 - アメリカ軍がサンサポール（マノクワリとソロンの間）に上陸
- 8月5日 - カウラ事件

1945年（昭和20年）
- 5月3日 - 竹永事件
- 5月11日 - 連合軍ウェワクへ上陸。
- 9月9日 - 日本軍（第2軍）が降伏
- 9月13日 - 日本軍（第18軍）が降伏

## ラバウルをめぐる戦い（東部ニューギニア）

### ニューブリテン島の占領
1942年1月23日、オーストラリア委任統治領のニューブリテン島ラバウルに上陸した。守備隊のオーストラリア軍は2月6日までに降伏した。

### ニューギニア沖海戦
アメリカ軍は空母機動部隊によるマーシャル諸島などへの散発的な空襲を行っていたが、日本軍のラバウル進攻により、空母レキシントンを基幹とする機動部隊を派遣し、一撃離脱に限定した空襲を計画した。しかし2月20日に日本軍に発見され攻撃を受けたことから、作戦継続を断念して引き返した。

## ポートモレスビーをめぐる戦い（東部ニューギニア）

### ニューギニアへの進出
1942年3月8日、日本軍は連合国軍の拠点ポートモレスビーの攻略を視野に入れて飛行場を確保するため、南海支隊の一部をサラモアに、海軍陸戦隊をラエに上陸させた。どちらも連合軍はすでに撤退していたため、抵抗を受けることなく占領が行われたが、3月10日、空母「ヨークタウン」「レキシントン」を基幹とするアメリカ軍空母機動部隊が日本軍を空襲した。
この攻撃で付近にいた艦船は4隻が沈没、9隻が損傷した。
3月末から4月半ばにかけてオランダ領ニューギニアの攻略が行われこちらは無事終了した。

### MO作戦と珊瑚海海戦
4月末、日本軍はポートモレスビーに海から上陸して攻略を目指す「MO作戦」を発動し、第1航空艦隊の空母機動部隊の一部と第4艦隊、および上陸部隊の南海支隊がポートモレスビーへ向かった。連合国軍もこれを阻止すべく空母機動部隊を投入した。5月7日、8日の2日間に渡った珊瑚海海戦は史上初の空母同士の戦闘となり、連合軍が空母「レキシントン」を失った一方、日本軍は空母「祥鳳」と艦載機多数を失った。日本軍にとって艦載機喪失の影響は大きく、上陸部隊輸送船団を護衛することは困難と判断され、MO作戦は中止せざるを得なくなった。その後、6月のミッドウェー海戦で多くの空母を失ったため、海路からのポートモレスビー攻略は不可能となった。

### ポートモレスビー作戦
日本軍は中止になったMO作戦に代わる作戦として、ニューギニア島のソロモン海側から最高峰4,000メートルのオーウェンスタンレー山脈を越えて、ポートモレスビーまで直線距離にして220キロを陸路侵攻するという「レ号作戦（別名、スタンレー作戦）」を立案した。5月18日、ソロモン諸島方面及び東部ニューギニア方面を担当する戦略兵団として第17軍が編成され南海支隊を指揮下に置いた。第17軍司令官百武晴吉中将は初め南海支隊に対して「リ号研究」と称した偵察を命じたが、大本営参謀辻政信中佐は作戦の即時実行を指示、この影響で第17軍はろくな事前調査もないまま7月18日にポートモレスビー攻略命令を発した。
7月21日、先遣隊の独立工兵第15連隊がブナの近くのゴナに上陸し、8月18日に南海支隊主力も上陸した。南海支隊はオーウェンスタンレー山脈の標高2,000メートル以上の峠を越え、9月16日にポートモレスビーの灯を遠望できる直線距離50キロのイオリバイワまで進撃した。しかしそこで食糧弾薬の補給が途絶えた。馬匹や人力による搬送はすでに地形的に限界を超えていた。また8月のアメリカ軍のガダルカナル島上陸によりソロモン諸島の戦いが激化、作戦機が引き抜かれて制空権を失い空輸による補給も不可能だった。南海支隊には後退命令が出され、将兵は飢餓とマラリアに苦しみながら元来た山道を引き返した。
さらに10月、アメリカ軍第32歩兵師団の一部が山脈を越えて空輸され、南海支隊に先回りしてブナを窺う形勢となった。第17軍は南海支隊に対してブナへの転進を指示した。転進の途上南海支隊長堀井少将は、11月19日カヌーでクムシ川を下り海路ブナへ向かったが、突風にあおられてカヌーが転覆し溺死した。

### ラビの戦い
ニューギニア島の東端に位置するミルン湾は海空の基地の好適地であり、6月よりオーストラリア軍が湾沿岸のラビに飛行場建設を開始していた。日本軍は1942年8月4日にラビに連合軍の新飛行場があることを発見した。ラビの飛行場は日本軍にとって重大な脅威になるものと判断され、攻略の必要に迫られた。この頃、陸軍はポートモレスビー陸路攻略作戦を行っていたため戦力に余裕がなく、ラビの攻略は海軍で行うことになった。8月24日、第8艦隊の支援の下に海軍陸戦隊がラビへの上陸作戦を実施した。しかし、連合軍側の防衛体制は日本側の予想よりはるかに強力で、2度の飛行場攻撃はいずれも多くの損害を出して失敗するとともに、足の皮膚病のために歩行困難になる者が続出して攻撃の継続は困難な状況になった。さらに連合軍が積極的な反撃を開始したため日本軍の状況はますます悪化し、9月5日にラビ攻略部隊の撤収が決定され作戦は失敗した。この戦いはニューギニアにおける日本軍の最初の敗北となった。

### ブナ・ゴナの戦い
ブナはポートモレスビー作戦の拠点とするため1942年7月21日、日本軍が上陸した。ブナとゴナには少数の連合軍（オーストラリア軍）がいたが既に退却していたため戦闘はなかった。ここからポートモレスビー攻略部隊は出発したが、攻略作戦は失敗に終った。日本軍は11月9日、第17軍の上に第8方面軍を、第8方面軍の下に第18軍と第6飛行師団を新設した。これは第17軍には戦況が悪化するソロモン諸島方面（ガダルカナル）に専念させ、東部ニューギニア方面は第18軍をあてて戦線の建て直しを図るものであった。第18軍司令官には北支那方面軍参謀長の職にあった安達二十三中将が起用された。南海支隊長の後任には小田健作少将が任じられた。
11月中旬、オーストラリア軍第7師団とアメリカ軍第32歩兵師団がブナ・ゴナ地区へ向けて前進していた。この頃のブナ方面の日本軍はポートモレスビー攻略の失敗と撤退により疲弊した部隊が多く、その戦力はあまり望めない状況であった。だがブナ・ゴナ地区は日本軍のポートモレスビー作戦の策源地であり、ここを失えばポートモレスビー攻略は不可能となる。そこでラバウルから増援を輸送することになったが制空権がない中ではブナ・ゴナ地区へ南海支隊の補充兵と独立混成第21旅団、歩兵第229連隊の一部を増派するのがやっとであった。
連合軍は攻勢を強め12月8日にバザブア（ブナとゴナの間に位置し日本軍の兵員、物資の揚陸地）の守備隊が玉砕、1943年1月2日にブナの守備隊が玉砕した。最後に残ったギルワ（ブナとゴナの間に位置）守備隊は玉砕の覚悟を決めたが、安達軍司令官は玉砕を戒めクムシ河口への撤退を命じた。1月17日、小田少将は歩行可能な将兵をギルワから脱出させた後、自らは拳銃で自決した。南海支隊の上陸以降の一連の地上戦闘により、投入された日本軍将兵1万1,000名のうち7,600名が戦死あるいは戦病死し、ブナ、ゴナ、ギルワにおける日本兵の捕虜はわずか200名から250名余りという結果となった。
12月末から陸軍の第6飛行師団の航空機がブナの戦闘に参加し（このときはラバウルから発進）以後、ニューギニアでの航空戦は陸軍航空部隊が主に担うことになっていく。

## ラエ・フォン半島をめぐる戦い（東部ニューギニア）

### 日本軍の増強とワウの戦い
日本の大本営はポートモレスビー陸路攻略作戦が失敗し、さらにブナの日本軍が玉砕した後もポートモレスビー攻略構想を放棄せず、将来のポートモレスビー攻略作戦に備えるとしてラエ、サラモア、マダン、ウェワクの増強を策定した。これに基づき多くの兵員と物資が東部ニューギニアに送られることになる。1943年1月、日本軍は第20師団と第41師団を第18軍指揮下に編入してニューギニア島北部のウェワクへ輸送するとともに、ガダルカナル島の戦いへの投入が予定されてラバウルに集結していた第51師団を、ラエ・サラモア地区へ輸送することとした。ブナ・ゴナ地区から撤退することができた各部隊の残存者は第51師団の指揮下に入り、ラエ・サラモア地区へ集結後ラバウルへ後退することとなった。
ラエへの最初の輸送作戦「第十八号作戦」は1月5日にラバウルを出発、空襲による損害を受けながらも岡部支隊（支隊長：第51歩兵団長岡部通少将、歩兵第102連隊基幹）の大半をラエへ輸送することに成功した。上陸後、岡部支隊はサラモアの南西60Kmの山間部にある鉱山町ワウの攻略作戦を開始した。ワウは飛行場を有し、連合軍の攻勢拠点となる潜在性があったため、機先を制して占領しようとしたものである。1月14日にサラモアを出発し1月28日にワウの攻撃を開始したが連合軍の反撃と食糧不足のため大きな損害を出して攻撃は失敗し、2月13日にワウからの撤退を開始した。
第20師団は1月中～下旬にウェワクに上陸し、日本軍は続いて、第41師団、第20師団の残り、第51師団の主力（歩兵第115連隊）などを輸送する「第八十一号作戦」を実施した。この内、第41師団は2月下旬に無事ウェワクに上陸したが、第51師団の7,300名を載せてラエに向かった輸送船団は3月2日から3日にダンピール海峡で連合軍の空襲を受け、輸送船8隻すべてと駆逐艦4隻が撃沈され3,600名が戦死した。このすぐ後に行われた第20師団の残りの輸送はハンサ（ウェワクとマダンの間）に向かい無事上陸した。
その後、小規模に分かれた舟艇や駆逐艦による輸送により、連合軍の目をかいくぐって歩兵第66連隊（第51師団）の大半の輸送に成功し、第51師団師団長中野英光中将もサラモアに到着することができた。安達軍司令官、吉原参謀長、杉山作戦主任参謀らからなる第18軍司令部は、4月19日にラバウルからマダンへ進出した。第6飛行師団もこの頃、部隊の主力がラバウルからウェワクやその周辺に前進した。
ラエ・サラモア方面への海上からの輸送は連合国側の航空戦力の充実とともに次第に困難さを増した。このため第18軍司令官は、1月にウェワクに上陸した第20師団をマダンに移動させ、ラエまで物資を陸路で輸送するためのマダン－ラエ自動車道の建設を命じた。連合軍の制空権下で輸送船がぎりぎり到達可能なマダンから、フィニステル山系を横断し、ラム河谷からマーカム河谷を通って最前線のラエへ至る全長300キロの道路計画であった。日本軍には連合軍のような重機はほとんどなく、主につるはしともっこによる人力作業であり、多くの河川や熱帯特有の豪雨のため、その困難さは計画時の予想を大きく上回るものであった。それでも4月から工事を開始し、6月までに180キロを完成させた。しかし、そこで戦況の緊迫化もあり建設工事は放棄された。毎日自らシャベルを携行して工事の陣頭指揮にあたっていた第20師団長もこの工事の間にマラリアで陣没した。
この間幾度か、ニューギニアの困難な状況をもとにニューギニア放棄論も提起されたが、これが採用されることはなかった。

### カートホイール作戦
ガダルカナル島の戦いに勝利した連合軍はソロモン諸島方面及び東部ニューギニア方面で本格的反攻に転じようとしていた。1943年3月28日、アメリカ軍統合参謀本部はカートホイール作戦を発令した。作戦は『ダンピール海峡の突破』と『ラバウルの孤立化』を目標とし、以下の地域を攻略するものであった。作戦遂行のためマッカーサーは新たに編成されたアメリカ第6軍を増援として与えられた。
1. ニュージョージア島の日本軍のムンダ飛行場を奪取（中部ソロモン諸島での戦い 1943年6月30日～）
2. ニューギニア島のラエ、サラモア、フィンシュハーフェン、マダンの攻略
3. ニューブリテン島西部の攻略
4. ブーゲンビル島の日本軍のブイン飛行場を奪取（後に、タロキナに航空基地建設に変更（北部ソロモン諸島での戦い 1943年11月1日～））

### ラエ・サラモアの戦い
サラモアにあった第51師団は本格戦闘可能な戦力は歩兵第66連隊のみ、補給・増援はほとんど期待できないという状況下であったが、6月にウイバリで積極的攻撃を行った。だが6月22日にウイバリの外郭のミネ高地を占領したところで限界に達した。6月30日にアメリカ軍第162連隊戦闘団がサラモア南方のナッソー湾へ上陸、サラモアへの圧迫を強めた。
日本軍は戦況の悪化に対応するために航空戦力の増強を図り、ジャワ島やチモール方面で活動していた第7飛行師団の主力をニューギニアに移動して、第6飛行師団と合わせて第4航空軍を新設した。第7飛行師団は7月下旬にウェワクやブーツ（ウェワクの西）に到着したが、第4航空軍が統帥を発動してから1週間後の8月17日～18日にウェワクやブーツは連合軍の大規模な空襲を受け、100機を超える航空機が損壊してその戦力は大きく減耗した。
9月、連合軍はラエの攻略へ向けて攻勢に出た。9月4日、北アフリカ戦線から戻ったオーストラリア軍第9師団がラエ東方のホポイに上陸、翌5日にはマッカーサー大将自らB-17に搭乗して督戦する中、ラエ北西20キロのナザブ平原にアメリカ軍第503空挺連隊とオーストラリア軍第7師団の一部が空挺降下した。ラエの守備兵力は、第41歩兵団長庄下亮一少将が率いる歩兵第238連隊の一部の他は、後方部隊や海軍部隊のみであった。サラモアの第51師団は退路を絶たれる危機に陥った。
第51師団はサラモアを脱出してラエへ後退、さらにラエからも撤退した。連合軍は9月11日にサラモアを、9月16日にラエを奪還した。日本軍の撤退は標高4,000メートルの峻険サラワケット山系を越える経路で行われ、飢えや寒さ、落石や転落によって多くの将兵が命を落とした。ラエ・サラモア地区に投入された2万の陸海軍兵力のうち、1万が戦死し、1,000名以上が山越えで命を落とした。フォン半島北岸のキアリにたどり着いた者は7,500名、その大半が傷つき疲れ果てた半病人であった（サラワケット越え）。

### フィンシュハーフェンの戦い
ラエを攻略した連合軍の次の目標はフォン半島先端フィンシュハーフェンであった。フィンシュハーフェンはダンピール海峡を扼す拠点であり、日本軍の船舶輸送の基地でもあった。8月時点の守備兵力は第1船舶団長山田栄三少将の指揮する後方部隊しかなく、安達軍司令官は第20師団から歩兵第80連隊を急派した。1943年9月22日、オーストラリア軍第9師団の第20旅団がフィンシュハーヘン北方のスカーレット海岸（アント岬）に上陸した。歩兵第80連隊はサテルベルグ高地へ後退し、10月2日、オーストラリア軍はフィンシュハーフェンを占領した。
オーストラリア軍では第26旅団が増援に到着した。日本軍も歩兵第79連隊を基幹とする第20師団主力を送り込み、安達軍司令官自身もマダンから司令部を前進させ反撃に移った。10月17日未明、歩兵第79連隊杉野中隊は大発3隻に分乗してオーストラリア軍の背後のスカーレット海岸へ奇襲上陸を仕掛けたが、第20師団本隊との連携が十分ではなくオーストラリア軍に打撃を与えることはできなかった。1週間後、敵中を横断して日本軍の本営にたどり着いた生還者は7名に過ぎなかった。
その後も第20師団による攻撃は続けられた。日本兵は夜間オーストラリア軍の防衛線に進入し、ついでに原住民の畑から芋を失敬してくるという「芋掘り夜襲」で食いつないだ。だが食糧弾薬の補給の乏しい日本軍の攻勢は徐々に弱まり、逆に押し戻されていった。オーストラリア軍は11月27日にサテルベルグ高地を制圧した。12月19日に第20師団は転進（撤退）命令を出し、日本軍の残存の将兵はフォン半島北岸のキアリに向けて後退していった。
さらに1944年1月2日、マダンとキアリの中間にあるサイドル（グンビ岬）にアメリカ軍第126連隊戦闘団が上陸し、キアリにあった第20師団と第51師団は退路を絶たれてしまった。日本軍は海岸を迂回し、フィニステル山系の中腹を横断してガリからマダンへ撤退した（ガリ転進）。第51師団将兵にとってはサラワケット越えに続く2度目の山越えであり、兵士たちは自らの様を「安達軍の蟹の横ばい」と自嘲した。山脈の中腹では山の上に降ったスコールが鉄砲水となって襲い掛かってくることもあった。フィンシュハーフェンの戦いにおけるオーストラリア軍第9師団の死者は283名に達した。日本軍第20師団は投入兵力の三分の二を失った。

### ラム河谷の戦い
その頃オーストラリア軍第7師団は、日本軍が道路を建設していたルートを逆にたどってラム河谷にまで進攻していた。この地区を守備していたのは中井増太郎少将（後に中将）の率いる第20師団歩兵第78連隊であった。1943年10月から1944年1月にかけて、オーストラリア軍はフィニステル山系の歓喜嶺を守る日本軍と戦闘を重ねた。ことにシャギーリッジ（屏風山）では守備する片山中隊が頑強に抵抗し激戦となり、オーストラリア軍も陸空の攻撃を集中させ片山中隊は一兵残らず全滅した。1944年1月31日までにオーストラリア軍は日本軍をフィニステル山系から撤退させ、マダンの日本軍拠点の手前まで迫った。

### 西部ニューブリテン島の戦い
1943年12月14日、連合軍はダンピール海峡の確保を目的としてニューブリテン島西部（ダンピール海峡を挟んでフォン半島の対岸）に進攻した。連合軍はアラウエ（マーカス岬）一帯に激しい空襲を行い、翌15日未明、アメリカ軍第112騎兵連隊戦闘団（「騎兵」の名称を冠する機械化部隊）が同地に上陸した。ニューブリテン島西部は第8方面軍指揮下の第65旅団と第17師団の一部が守備についており、上陸軍に対して激しく反撃した。しかし、12月26日にアメリカ海兵隊第1海兵師団がニューブリテン島西端のグロスター岬にも上陸したため、西部ニューブリテン島の日本軍は島の東に向かって退却を開始した。これによりダンピール海峡は突破されビスマーク海は連合軍の制圧下となり、ラバウルからのニューギニア方面への補給は絶望的となった。

### アドミラルティ諸島の戦い
1944年2月29日、ビスマーク海の北西端に位置するアドミラルティ諸島のロスネグロス島へアメリカ陸軍第1騎兵師団（「騎兵」の名称を冠するが実質は歩兵部隊）が上陸した。アドミラルティ諸島の守備兵力は輜重兵第51連隊長江崎義雄中佐の指揮する歩兵2個大隊弱他3,830名であった。ロスネグロス島守備隊は3月10日頃には玉砕し、生き残った将兵はロスネグロス島からマヌス島へ転進して山中で抵抗を続けたが、5月1日には通信が途絶した。アドミラルティ諸島の陥落によってラバウルは包囲下に置かれ、連合軍は西部ニューギニア進攻へ向けての基地を確保した。

## 連合軍の飛び石作戦（西部ニューギニア）

### 第2方面軍の新設
南東方面（ソロモン諸島と東部ニューギニア）の戦況が悪化する中、日本軍は豪北（オーストラリアの北側）方面の防衛体制を強化するため、1943年10月30日に第2方面軍を新設した（それまで豪北方面は南方軍が担当）。第2方面軍は満州のチチハルにあったものを転用し、軍司令官も阿南惟幾大将がそのまま発令され、司令部はミンダナオ島のダバオに置かれた（1944年4月26日にセレベス島のメナドに移動）。第2方面軍はこれまで豪北のバンダ海、チモール方面で作戦を行ってきた第19軍と新設の第2軍を指揮することになり、西部ニューギニア（東経140°（ホーランジアの少し西）以西）は第2軍の担当とされた。第2軍司令部も満州から転用されたが、司令官には豊嶋房太郎中将が新任され、豊嶋中将は12月1日にマノクワリに到着した。第2軍に配属される第36師団（北支から転属）は12月～翌年1月にサルミに到着した。到着後の最大の任務は飛行場の建設であった。東部ニューギニアの第18軍と第4航空軍はラバウルの第8方面軍からの指揮が困難になったため、1944年3月25日に第2方面軍の指揮下に編入された。第36師団に続いて派遣する部隊の選定はマリアナ・パラオ方面の情勢が緊迫する中で二転三転し、最終的に派遣された主要部隊は第35師団（北支から転属）と海上機動第2旅団（満州で編成）となった。しかし、これらの部隊はニューギニア方面に向かう途中でアメリカ軍潜水艦の攻撃で、戦地到着前に戦力の多くを喪失した（竹一船団の遭難（4月26日と5月6日）、海上機動第2旅団の遭難（5月7日））。制空権・制海権がなく船舶も不足する中での輸送は困難を極め、これらの部隊がニューギニアの西端のソロンやその東方のマノクワリに到着したのは1944年5月下旬～6月上旬であった。

### ホーランジアの戦い
前述のように第18軍は1944年3月25日以降、第2方面軍の指揮下になっていたが、第2方面軍司令官阿南惟幾大将は、アドミラルティ諸島を奪取した連合軍の次の目標はウェワクであると判断し、第18軍に対してマダンを捨ててウェワクへ転進するよう命じた。マダンからウェワクへ行くには山越えの代わりにセピック川河口の大湿地帯を横断しなければならない。少数の大発は残っていたが、連合軍の魚雷艇が活発に活動していたため海上移動はより危険であった。第18軍将兵は泥の中に直立して仮睡するような数日を経て湿地帯を通過した。大発でウェワクに向かっていた第20師団長片桐茂中将は魚雷艇の襲撃を受けて戦死した。このようにして第18軍が西のウェワクに向かっているとき、連合軍はフィリピン攻略という戦略目標にとって価値がない日本軍の拠点は放置して必要な拠点のみを攻略していく飛び石作戦に移っていて、マダン、ハンサ、ウェワクなどの日本軍の拠点を一気に通り越し、1944年4月22日にホーランジア（ウェワクの西約350Km）とアイタペ（ウェワクの西約150Km）に進攻した。
ホーランジアは良好な港湾と飛行場適地があり1943年3月に日本海軍が飛行場を建設した。その後は陸軍により飛行場の増設が行われ、ウェワク方面の後方基地と補給拠点の役割を果たしていた。日本軍は東部ニューギニアの戦況が悪化する中、1944年3月頃からウェワク方面の第4航空軍（第6飛行師団）のホーランジアへの後退を進めていた。しかし、ホーランジアは3月30日に連合軍の大空襲を受け130機余りの航空機が地上撃破された。さらに連合軍の上陸前日の4月21日に空母部隊の空襲を受け、ホーランジアの航空機は壊滅した。
連合軍のホーランジア進攻の主目的はフィリピンに向けてさらに西進するために航空基地を開設することであった。アメリカ軍第24歩兵師団がホーランジア西側のタナメラ湾へ、第41歩兵師団が東側のフンボルト湾へ、第163連隊戦闘団および第32師団がアイタペへ上陸した。日本軍は航空偵察によりニューギニアに向かう連合軍の輸送船団を発見していたが、第18軍は上陸の前日の午後においてもマダンまたはウェワク方面に上陸する可能性が高く、ホーランジアに上陸の可能性は低いと判断していた。ホーランジアにあった日本軍は14,600名と数は多かったが、実態は第18軍の兵站部隊や第6飛行師団、海軍第9艦隊など地上戦には不向きなものばかりで、ほとんど抵抗できないまま壊滅した。将兵は西方のサルミへ陸路敗走したが、到着できた者は500名、うち内地へ生還できた者は143名という有様であった。アイタペの日本軍2,200名も同様に壊滅した。この結果、ウェワクの日本軍（第18軍）は戦線の後方に取り残されることになり、補給も完全に途絶する。一方の連合軍側はマッカーサーが自らホーランジアへ司令部を進め、そこからフィリピン奪還作戦を指揮することになる。

### サルミ・ワクデ島の戦い
1944年6月中旬にニミッツ大将の指揮でアメリカ軍のサイパン島への進攻が予定されており、マッカーサー大将はこの作戦に協力するために必要な飛行場を確保することを目的として、ワクデ島とサルミの日本軍の飛行場を攻略することにした。しかし、精査してみるとサルミの飛行場は良好でなく、ビアク島の飛行場は良好であることが判明し、ビアク島も攻略することが決定した。この結果、サルミ進攻の目的はワクデ島の攻略を対岸からの砲撃で支援するためと、ワクデ島を占領した後にサルミの日本軍から島を砲撃されることを防止するためとなった。
サルミ・ワクデ島地区は1943年12月に第36師団が到着し、これを基幹とする1万4,000名が守備していた。1944年5月17日、サルミ東方のマッフィン湾へ、アメリカ軍第6歩兵師団、第31歩兵師団（1個連隊欠）、第123連隊戦闘団、第158連隊戦闘団が上陸、翌18日にワクデ島へ第163連隊戦闘団が上陸した。
歩兵第224連隊石塚中隊を基幹とする800名のワクデ島守備隊は26日までに玉砕した。サルミ地区のマッフィン湾岸のローントリーヒル（入江山）では日本軍がアメリカ軍第158連隊戦闘団と激戦を繰り広げ、アメリカ軍に大きな出血を強いた。その後日本軍は後退して持久体制に入り、連合軍側も積極的な攻勢は行わずサルミ地区の兵力の配備を次第に縮小する中で終戦を迎えた。日本軍の当初の1万4,000名のうち生還者はわずか2,000名であった。

### ビアク島の戦い
ビアク島はニューギニア西部ヘルビング湾（現在のセンデラワシ湾）で最大の島である。石灰岩質の広く平坦な飛行場適地を有し、日本軍から見ればフィリピンから東部ニューギニアの前線へ至る飛行経路に、連合軍から見ればパラオとフィリピン南部を爆撃圏に収める位置にあった。日本軍は1943年12月に第36師団の歩兵第222連隊を基幹とするビアク支隊（支隊長：葛目直幸大佐）が島に上陸し、モクメル飛行場の建設を進ていた。
日本軍ではさらに北支から第35師団をビアク島へ転用し、玉突きで歩兵第222連隊をニューギニア本島へ移動させる計画であったが、第35師団は竹一船団による輸送途上で潜水艦攻撃を受けて大損害を被り、ニューギニア島西端のソロンまでしか到達できなかった。最終的にビアク島に配置できた兵力は、陸軍1万1,267名、海軍1,947名を数えたが、飛行場設営隊や海上輸送隊、開拓勤務隊が多数を占め、戦闘部隊は歩兵第222連隊の3,815名を中心に、海軍陸戦隊を加えても4,500名に過ぎなかった。
1944年5月27日、アメリカ軍第41歩兵師団（1個連隊欠）がビアク島への上陸作戦を開始した。5月28日から29日にかけてアメリカ軍は飛行場へ向けて前進し、日本軍も九五式軽戦車9両が出撃して、M4中戦車との間で戦車戦が生起した。日本軍は戦車の大半を失ったが、アメリカ軍も逆包囲される危機に陥り後退した。飛行場占領の予定は大幅に遅れた。アメリカ軍は第34歩兵連隊を追加投入するとともに、第41歩兵師団長ホレース・ヒュラー少将は解任され、第1軍団長アイケルバーガー中将が直接作戦の指揮を取った。
第2方面軍は第35師団の第221連隊の1個大隊（マノクワリ在）等をビアク島に増援したが、大本営はビアク島守備隊の善戦を見て、本格的増援として海上機動第2旅団（旅団長：玉田美郎少将）を送り込む渾作戦を立案した。6月2日の第一次、6月8日の第二次作戦は誤判断や空襲により失敗した。連合艦隊司令部はビアク島周辺の水上部隊を撃破しない限り渾作戦は無理と判断、「大和」「武蔵」以下の戦力を整え第三次作戦を試みたが、6月11日にアメリカ機動部隊がマリアナ諸島へ来襲したため、ビアク島どころではなくなり作戦は中止となった。
ビアク島では司令部の置かれていた西洞窟が1か月の抵抗の末に6月27日についに陥落、葛目支隊長も7月2日に自決した。残存の各部隊はジャングルに逃げ込み分散自活し、アメリカ軍は8月20日、ビアク作戦の終結を発表した。日本軍の戦後の生還者は520名で、アメリカ軍の戦死者は471名、戦傷者2,443名であった。

### ヌンホル島・サンサポール
1944年7月2日、アメリカ軍はヌンホル島（マノクワリの東方、ビアク島の西方）にも飛行場確保を目的として進攻した。ヌンホル島には日本軍の飛行場があったが兵力は守備隊の歩兵第219連隊の1個大隊と航空関係部隊を合わせて約1,500名に過ぎなかった。上陸したのはアメリカ軍第158連隊戦闘団で、翌3日に第503空挺連隊も降下した。アメリカ軍は8月31日に完全制圧を発表、日本軍の生存者はわずか12名であった。
続いて7月30日、フィリピン奪還に向けてニューギニア北岸を西進していた連合軍の最後の上陸がマノクワリとソロンの中間のミオス島（双子島）と対岸のサンサポールで行われた。次のモロタイ島上陸作戦に向けた基地と飛行場を設営するためで、上陸したのはアメリカ軍第6師団であった。これに対し日本軍は若干の抵抗をなし得ただけで、マノクワリ－ソロン間は陸上、海上とも遮断された。1945年1月、ソロンの第35師団は部隊をサンサポールに派遣し2月から攻撃を開始した。しかし、すでにフィリピン上陸を果たしていたアメリカ軍にとってサンサポールの飛行場は無価値で積極的に防衛する意図はなく、飛行場を放棄した。日本軍も5月に作戦を打ち切り、監視部隊を残してソロンに撤収した。

## その後のニューギニア（終戦まで）

### 東部ニューギニア

#### アイタペの戦い
1944年6月、ウェワクには第18軍の残存兵力が集結していた。東部ニューギニアに投入された総計16万名の兵力は、このとき5万4,000名にまで減少していた。残存部隊も、それまでの戦闘と補給途絶による飢餓と病気で、消耗した状態だった。6月20日、大本営は第18軍を第2方面軍指揮下から南方軍直属へ移し、「東部ニューギニア要域における持久」を命じ、積極行動の停止を促した。
しかし、安達軍司令官は最後の決戦としてアイタペ奪還を命じた。ウェワクを放置して先（西のホーランジアとアイタペ）に進んだ連合軍をそのままにできず、また、ウェワク地区で採取できる食糧の量では、5万4,000名を養うことは不可能だと判断されたからである。
日本軍は第20師団、第41師団、歩兵第66連隊の計2万人で、200キロ西方のアイタペに向けて出撃した。これに対し、連合軍もアイタペ東方30キロのドリニュモール川（日本軍呼称：坂東川）に防衛線を敷き、アメリカ軍第112騎兵連隊戦闘団、第32歩兵師団、第124連隊戦闘団、第43歩兵師団を順に急派した。投入兵力は双方2個師団半であったが、日本軍の1個師団は実数1個連隊に過ぎなかった。
7月10日夜から日本軍は渡河攻撃を開始し、一時はアメリカ軍を包囲する態勢に入った。しかし、アメリカ軍の増援部隊が到着すると押し戻された。日本軍の後続部隊は、空襲や艦砲射撃に移動を妨害された。
8月4日には日本軍の食糧・弾薬は尽き、各歩兵連隊の兵力は100名以下にまで損耗した。安達軍司令官は攻撃停止を指令し、日本軍は撤退を開始した。日本軍の損害は戦死者だけで1万3,000名に達し、アメリカ軍の死傷者は約3,000名であった。

#### ウェワク地区での自活とオーストラリア軍との戦い
アイタペ決戦に敗れた第18軍はウェワクへ後退した。各部隊はウェワクからセピック川流域の地域に分散し、1944年秋にアメリカ軍と交代したオーストラリア軍との散発的戦闘を繰り返しながら、原住民の協力を得て食糧を採取し自活した。サクサクのほか、草の根やトカゲ、昆虫の類など、食べられるものは何でも食べたが、将兵は飢餓と感染症に倒れていった。毒のある植物を食べて中毒死したものも少なくない。4000メートル級の山地越えでは貧弱な装備と低下した体力のために凍死者も続出している。後の証言によれば、日本兵が日本兵や現地人を襲って食べる人肉食事件が発生したとされるのもこの時期である。1944年12月に第十八軍は「友軍兵の屍肉を食す事を罰する」と布告していたが、これに反して友軍に対する人肉食が発覚した4名が処刑されている。掃討作戦に積極的なオーストラリア軍は包囲の輪を次第に狭め、1945年5月にはウェワクにも侵入、日本軍を内陸部へと追い込んだ。この頃には、日本軍としては珍しい集団投降をする部隊も発生した（竹永事件）。第18軍主力の食料・弾薬は1945年9月までには尽き果てると予想され、1か月後の玉砕全滅を覚悟していた1945年8月15日、終戦の知らせがニューギニアに届いた。
9月13日、東部ニューギニアの日本軍はオーストラリア軍に対して降伏。9月25日、第18軍はボイキンにおいて武装解除し、舟艇で対岸のムッシュ島に収容された。収容された陸海軍将兵の人数は1万1,197名であった。日本政府はニューギニアの惨状に配慮し復員船を優先的に送ったとされる。ムッシュ島には11月末に最初の復員船「鹿島」が到着し、1946年1月末までに将兵は順次日本へ帰国した。この間にもムッシュ島では、祖国へ帰る日を待ちわびながら1,148名が衰弱し息を引き取った。

### 西部ニューギニア

#### イドレ死の行軍
フォーヘルコップ半島における日本軍の兵力は、東岸のマノクワリに第2軍司令部をはじめとする2万名、西端のソロンに第35師団司令部をはじめとする1万2,500名があった。
ソロンの陸海軍部隊は孤立しながらも、サクサク（サゴヤシ澱粉）の採取などで現地自活し多くが終戦まで持ちこたえた。一方マノクワリでは、第2軍司令官豊島房太郎中将が2万名の自活は不可能と判断、1万5,000名に対して、南方200キロのベラウ湾奥のイドレへ転進しそこで自活するよう命じた。1万5,000名の将兵は1944年7月1日に出発、食糧補給の全くない中で熱帯雨林の横断や 3,000メートル級のアルファク山越えで1～2か月を費やしてイドレにたどり着いたとき、人数は6,000から7,000名にまで減っていた。さらにイドレにはそれだけの人数を養えるサゴヤシは存在しなかった。将兵は終戦までの1年間、飢えとマラリアの生活を送った。戦後イドレ地区からの生還者は3,000名に満たなかった。

## 結果
ほとんどをジャングルに覆われた未開で広大なニューギニア島の戦いで大きな役割を果たしたのは航空機であった。大型の輸送機を持たない日本軍は兵員や物資の輸送を海上輸送に頼ったが、その海上輸送を確保するためには制空権が必須であった。日本軍は主に陸軍がニューギニアの航空戦を担い、新鋭の三式戦闘機など多くの機材と人員を投入したが、制空権はおおむね次のように推移した。
- 1942年4月まで：日本側が制空権を掌握
- 1942年8月まで：制空権は伯仲
- 1942年9月以降：連合軍がブナ方面での制空権を掌握し、その制空権は逐次西方に拡大

航空戦力は初期においては拮抗していたが、次第に
- 航空機の数
- 航空機の性能（戦闘機は1943年秋以降、爆撃機は最初から）
- 搭乗員の数、技量、士気、健康管理[17]
- 飛行場の建設能力（建設機械と資材）
- レーダー

の面でいずれも連合軍側が優位になり、これがニューギニアの戦いの結果に決定的役割を果たすことになった。
ニューギニアの戦いにおいてダグラス・マッカーサーはしばしば最前線に出て将兵を激励し、また大胆な飛び石作戦を実施するなど優れた指導力を発揮した。1944年4月にホーランジアへ司令部を進めたマッカーサーはそこからフィリピン奪還作戦を指揮し、10月20日にレイテ島への帰還を果たした。戦いの焦点はフィリピン、硫黄島、沖縄へと移り、ニューギニアは次第に戦略的価値を失っていった。
東部ニューギニア戦線に投入された第18軍将兵は16万名、西部ニューギニアも含めると日本軍は20万名以上が戦いに参加した。そのうち生きて内地の土を踏んだ者は2万名に過ぎなかった。犠牲者には徴用船でニューギニアへ赴いた船員たちなど軍属や民間人、シンガポールの戦いで降伏したインド人捕虜も含まれ、正確な全貌は不明である。連合軍の戦死者もオーストラリア軍8,000名、アメリカ軍4,000名に上った。現地人の犠牲者数は明らかではないが4万人から5万人とも推定されている。このような状況から帰還兵達は「ジャワの天国、ビルマの地獄、生きて帰れぬニューギニア」と評したという。

## 戦後
1956年（昭和31年）6月20日、日本政府による遺骨送還および現地追悼（遺骨収集事業）のための派遣団がニューギニア島、ボルネオ島方面へ出発。同年8月23日、帰国した遺骨を千代田区公会堂に迎え、ニューギニア及びボルネオ方面戦没者追悼式が行われた。追悼式に当たり昭和天皇と香淳皇后から生花が贈られた。